# Сведок (филм из 1985)
Сведок (енгл. Witness) је филмски трилер из 1985. године који је режирао Питер Вир. У главним улогама су Харисон Форд и Кели Макгилис.

## Радња
Полицајац је избоден на смрт у тоалету на железничкој станици у 30.-ој улици у Филаделфији. Амишки дечак (Лукас Хас), који је био у једној од кабина, постао је случајни сведок злочина. Као убицу, идентификовао је полицијског инспектора, из одељења за борбу против дроге, који је под покровитељством начелника одељења. „Полицијска мафија“ почиње лов на незгодног сведока.
Да би збунио прогонитеље, инспектор Џон Бук (Харисон Форд), води дете кући, у амишко село у округу Ланкастер, где се чини да се живот замрзнуо у 18. веку. Тамо се заљубљује, у дететову мајку, Рејчел (Кели Макгилис). Мештани не одобравају аутсајдере, а бекство инспектора, од ружне модерности и учмалости, у домишљати свет сеоског рада, испоставља се да је ништа друго, до утопија.

## Улоге
| Глумац             | Улога                 |
| ------------------ | --------------------- |
| Харисон Форд       | Џон Бук               |
| Кели Макгилис      | Рејчел Лaп            |
| Џозеф Самер        | Пол Шејфер            |
| Лукас Хас          | Самјуел Лап           |
| Јан Рубеш          | Илај Лап              |
| Александар Годунов | Данијел Хоклајтнер    |
| Дени Главер        | Џeјмс Макфи           |
| Брент Џенингс      | Елдон Картер          |
| Пети Лупон         | Елејн                 |
| Ангус Макинис      | Ферги                 |
| Фредерик Ролф      | Столцфус              |
| Виго Мортенсен     | Мозиз Хоклајтнер      |
| Џон Гарсон         | Бискуп Чанц           |
| Беверли Меј        | г-ђица Јодер          |
| Ед Краули          | шериф                 |
| Тимоти Кархарт     | детектив Ијан Зенович |
| Силвија Каудерс    | туристкиња            |
| Маријан Свон       | г-ђа Шејфер           |
| Марија Бредли      | ћерка Шејферових      |
| Розвил Јанг        | Ти Боун               |